# ویل رایت
ویلیام رالف «ویل» رایت (به انگلیسی: William Ralph "Will" Wright) (متولد ۲۰ ژانویه ۱۹۶۰ در آتلانتای آمریکا) طراح بازی‌های ویدئویی و بنیان‌گذار شرکت ساخت بازی‌های ویدئویی ماکسیس است. این شرکت هم‌اکنون، زیرمجموعه شرکت الکترونیک آرتز است.
نخستین اثر ویل رایت بازی Raid on Bungeling Bay در سال ۱۹۸۴ بود، اما آنچه باعث شهرت وی شد، ساخت بازی سیم‌سیتی بود. همچنین از دیگر آثار او و شرکت ماکسیس بازی سیمز بود که در سال ۲۰۰۹، به عنوان پرفروش‌ترین بازی تاریخ رایانه‌های خانگی با ۱۶ میلیون نسخه فروش، اعلام شد.